# A Dream or Two Ago
A Dream or Two Ago er en amerikansk stumfilm fra 1916 af James Kirkwood.

## Medvirkende
- Mary Miles Minter som Millicent Hawthorne.
- Dodo Newton.
- Lizette Thorne.
- Clarence Burton.
- John Gough som Humpy.